# Racionalisme (filosofia)
|  | Per a altres significats, vegeu «racionalisme crític». |

En filosofia, el racionalisme és un corrent de pensament, una actitud filosòfica que considera que l'única manera veritable de conèixer, comprendre o interpretar la realitat és per mitjà de la raó, ja que els sentits són insuficients i fins i tot poden ser enganyosos.
L'ideal d'aquesta doctrina era convertir la filosofia en una ciència exacta com les matemàtiques. Defensa l'innatisme i el coneixement a priori i l'evidència com a criteri únic del coneixement veritable. S'oposa a l'empirisme i a la creença cega en l'autoritat. En alguns epígons de l'escolàstica va ser un terme pejoratiu per referir-se a aquells pensadors que pretenien -inútilment- arribar a la veritat només amb la raó.
El racionalisme ha aparegut de diferents maneres des de les primeres etapes de la filosofia occidental. Va ser René Descartes qui el proposà, altres racionalistes destacats han estat Baruch Spinoza, Gottfried Wilhelm Leibniz, Blaise Pascal, Nicolas Malebranche o William Godwin. Immanuel Kant, del seu costat, va temptar integrar en el seu pensament les opcions contraposades del racionalisme i de l'empirisme.
En un debat filosòfic important durant la Il·lustració, racionalisme (de vegades aquí equiparat amb innatisme) s'oposava a l'empirisme. D'una banda, els racionalistes van emfatitzar que el coneixement és principalment innat i que l'intel·lecte, la facultat interna de la ment humana, pot, per tant, captar o derivar directament les veritats lògiques; d'altra banda, els empiristes van emfatitzar que el coneixement no és principalment innat i s'obté millor mitjançant una observació acurada del món físic fora de la ment, és a dir, a través d'experiències sensorials. Els racionalistes van afirmar que existeixen certs principis en lògica, matemàtiques, ètica i metafísica que són tan fonamentalment certs que negar-los fa caure en contradicció. Els racionalistes tenien una confiança tan alta en la raó que la prova empírica i l'evidència física es consideraven innecessàries per determinar certes veritats – en altres paraules, "hi ha maneres significatives en què els nostres conceptes i coneixements s'adquireixen independentment de l'experiència dels sentits".
Diferents graus d'èmfasi en aquest mètode o teoria porten a una sèrie de punts de vista racionalistes, des de la posició moderada "que la raó té preferència sobre altres maneres d'adquirir coneixement" fins a la posició més extrema que la raó és "l'únic camí cap al coneixement". Donada una comprensió premoderna de la raó, el racionalisme és idèntic a la filosofia, la vida d'investigació socràtica o la clara zetètica (escèptic) interpretació de l'autoritat (oberta a la causa subjacent o essencial de les coses tal com apareixen al nostre sentit de certesa). En les últimes dècades, Leo Strauss va intentar reviure el "Racionalisme polític clàssic" com una disciplina que entén la tasca del raonament, no com a fonamental, sinó com a maièutic.

## Antecedents
El racionalisme – com a apel·lació a la raó humana com a forma d'obtenir coneixement – té una història filosòfica que data de l'antiguitat. La naturalesa analítica de gran part de la investigació filosòfica, la consciència de dominis de coneixement aparentment a priori com ara les matemàtiques, combinat amb l'èmfasi en l'obtenció de coneixement mitjançant l'ús de facultats racionals. (rebutjant habitualment, per exemple, la revelació directa) han fet que els temes racionalistes siguin molt freqüents a la història de la filosofia.
Des de la Il·lustració, el racionalisme s'acostuma a associar amb la introducció de mètodes matemàtics a la filosofia tal com es veu a les obres de Descartes, Leibniz i Spinoza. Això s'anomena comunament racionalisme continental, perquè era predominant a les escoles continentals d'Europa, mentre que a Gran Bretanya l'empirisme dominat.
Fins i tot llavors, la distinció entre racionalistes i empiristes es va establir en un període posterior i no hauria estat reconeguda pels filòsofs implicats. A més, la distinció entre les dues filosofies no és tan clara com es suggereix de vegades; per exemple, Descartes i Locke tenen opinions similars sobre la naturalesa de les idees humanes.
Els defensors d'algunes varietats de racionalisme argumenten que, començant pels principis bàsics fonamentals, com els axiomes de la geometria, es podria deductivament derivar la resta de tots els coneixements possibles. Els filòsofs notables que tenien aquesta visió amb més claredat van ser Baruch Spinoza i Gottfried Leibniz, els intents dels quals d'enfrontar-se als problemes epistemològics i metafísics plantejats per Descartes van portar a un desenvolupament de l'enfocament fonamental del racionalisme. Tant Spinoza com Leibniz van afirmar que, "en principi", tot el coneixement, inclòs el coneixement científic, es podia obtenir només mitjançant l'ús de la raó, tot i que tots dos van observar que això no era possible "a la pràctica" per als éssers humans excepte en àrees específiques com ara matemàtiques. D'altra banda, Leibniz va admetre en el seu llibre Monadologia que "tots som mers empírics en tres quartes parts de les nostres accions".

### Ús polític
A la política, el racionalisme, des de la Il·lustració, històricament va emfatitzar una "política de la raó" centrada en l'elecció racional, la deontologia, l'utilitarisme, laïcisme i irreligió – l'antiteisme d'aquest últim aspecte es va suavitzar més tard amb l'adopció de mètodes de raonament pluralistes practicables independentment de la ideologia religiosa o irreligiosa. En aquest sentit, el filòsof John Cottingham va observar com el racionalisme, una metodologia, es va confondre socialment amb l'ateisme, una visió del món:
| «                 | En el passat, especialment als segles XVII i XVIII, el terme "racionalista" s'utilitzava sovint per referir-se a pensadors lliures d'una visió anticlerical i antireligiosa, i durant un temps la paraula va adquirir un caràcter clarament pejoratiu. força (així el 1670 Sanderson parlava despectivament d'un mer racionalista, és a dir, en anglès senzill, un ateu de l'edició tardana...'). L'ús de l'etiqueta "racionalista" per caracteritzar una visió del món que no té cabuda per al sobrenatural és cada cop menys popular avui; termes com 'humanista' o 'materialista' semblen haver pres el seu lloc. Però l'antic ús encara sobreviu. | » |
| — John Cottingham | |   |

## Ús filosòfic
El racionalisme es contrasta sovint amb l'empirisme. En termes molt amplis, aquests punts de vista no s'exclouen mútuament, ja que un filòsof pot ser alhora racionalista i empirista a posteriori, és a dir, per experiència; ja sigui a través dels sentits externs o a través de sensacions interiors com el dolor i la gratificació. L'empirista creu essencialment que el coneixement es basa o es deriva directament de l'experiència. El racionalista creu que arribem al coneixement a priori – mitjançant l'ús de la lògica –  i, per tant, és independent de l'experiència sensorial. En altres paraules, com Galen Strawson va escriure una vegada, "pots veure que és cert només estirat al teu sofà. No t'has d'aixecar del sofà i sortir a l'exterior i examinar com estan les coses al sofà. món físic. No cal fer cap ciència."
Entre ambdues filosofies, el tema en qüestió és la font fonamental del coneixement humà i les tècniques adequades per comprovar el que creiem saber. Mentre que ambdues filosofies es troben sota el paraigua de l'epistemologia, el seu argument rau en la comprensió de l'ordre, que es troba sota el paraigua epistèmic més ampli de la teoria de la justificació. Part de l'epistemologia, aquesta teoria intenta entendre la justificació de les proposicions i les creences. Els epistemòlegs s'ocupen de diverses característiques epistèmiques de la creença, que inclouen les idees de justificació, mandat, racionalitat i probabilitat. D'aquests quatre termes, el terme més utilitzat i discutit a principis del segle XXI és "warrant". En termes generals, la justificació és la raó per la qual algú (probablement) té una creença.
Si A fa una reclamació i aleshores B ho posa en dubte, el següent moviment d'A normalment seria justificar la reclamació. El mètode precís que s'utilitza per donar justificació és on es dibuixen les línies entre el racionalisme i l'empirisme (entre altres visions filosòfiques). Gran part del debat en aquests camps se centra en l'analitzar la naturalesa del coneixement i com es relaciona amb nocions connectades com ara veritat, creença i justificació.
Tesi de la indispensabilitat de la raó: "Els coneixements que obtenim en l'àrea temàtica, S, per intuïció i deducció, així com les idees i instàncies de coneixement en S que són innats). per a nosaltres, no podríem haver estat obtingut per nosaltres mitjançant l'experiència dels sentits." En resum, aquesta tesi afirma que l'experiència no pot proporcionar el que guanyem des de la raó.
Tesi de la superioritat de la raó: '"Els coneixements que obtenim a l'àrea S per intuïció i deducció o que tenim de manera innata és superior a qualsevol coneixement obtingut per l'experiència dels sentits". En altres paraules, aquesta tesi afirma que la raó és superior a l'experiència com a font de coneixement.
Els racionalistes sovint adopten posicions similars sobre altres aspectes de la filosofia. La majoria dels racionalistes rebutgen l'escepticisme sobre les àrees de coneixement que diuen que són cognoscibles a priori. Quan afirmes que algunes veritats ens són conegudes de manera innata, cal rebutjar l'escepticisme en relació amb aquestes veritats. Especialment per als racionalistes que adopten la tesi Intuïció/Deducció, la idea de fundacionalisme epistèmic tendeix a sorgir. Aquesta és la visió que coneixem algunes veritats sense basar la nostra creença en elles en cap d'altres i que després fem servir aquest coneixement fonamental per conèixer més veritats.

### Tesi d'intuïció/deducció
| « | "Algunes proposicions d'una àrea temàtica determinada, S, són cognoscibles per nosaltres només per intuïció; encara d'altres són cognoscibles per ser deduïdes a partir de proposicions intuïdes." | » |
| — | |   |

En termes generals, la intuïció és a priori coneixement o creença vivencial caracteritzat per la seva immediatesa; una forma de comprensió racional. Simplement "veiem" alguna cosa de tal manera que ens donem una creença justificada. Més enllà d'això, la naturalesa de la intuïció és molt debatuda. De la mateixa manera, en termes generals, la deducció és el procés de raonament a partir d'una o més premisses generals per arribar a una conclusió lògicament certa. Utilitzant arguments vàlids, podem deduir a partir de premisses intuïdes.
Per exemple, quan combinem els dos conceptes, podem intuir que el nombre tres és primer i que és més gran que dos. Aleshores deduïm d'aquest coneixement que hi ha un nombre primer major que dos. Així doncs, es pot dir que la intuïció i la deducció combinades per proporcionar-nos coneixements a priori – hem obtingut aquest coneixement independentment de l'experiència dels sentits.
Per argumentar a favor d'aquesta tesi, Gottfried Wilhelm Leibniz, un destacat filòsof alemany, diu:
| «                            | Els sentits, encara que són necessaris per a tot el nostre coneixement real, no són suficients per donar-nos la totalitat, ja que els sentits no donen mai més que exemples, és a dir, veritats particulars o individuals. Ara bé, totes les instàncies que confirmen una veritat general, per nombroses que siguin, no són suficients per establir la necessitat universal d'aquesta mateixa veritat, perquè no es dedueix que el que ha passat abans torni a passar de la mateixa manera. ... D'on es desprèn que les veritats necessàries, com les que trobem en les matemàtiques pures, i particularment en l'aritmètica i la geometria, han de tenir principis la demostració dels quals no depèn de les instàncies, ni, per tant, del testimoniatge dels sentits, encara que sense els sentits seria. mai se'ns ha acudit pensar en ells... | » |
| — Gottfried Wilhelm Leibniz, | |   |

Empiristes com David Hume han estat disposats a acceptar aquesta tesi per descriure les relacions entre els nostres propis conceptes. En aquest sentit, els empiristes argumenten que se'ns permet intuir i deduir veritats del coneixement que s'ha obtingut a posteriori.
Injectant diferents temes a la tesi Intuïció/Deducció, som capaços de generar diferents arguments. La majoria dels racionalistes estan d'acord que les matemàtiques es poden conèixer aplicant la intuïció i la deducció. Alguns van més enllà per incloure veritats ètiques a la categoria de coses cognoscibles per intuïció i deducció. A més, alguns racionalistes també afirmen que la metafísica és cognoscible en aquesta tesi. Naturalment, com més subjectes diuen que els racionalistes són cognoscibles per la tesi Intuïció/Deducció, més segurs estan de les seves creences justificades i com més estrictament s'adhereixen a la infal·libilitat de la intuïció, més controvertides són les seves veritats o afirmacions i més radical el seu racionalisme.
A més de diferents temes, els racionalistes de vegades varien la força de les seves afirmacions ajustant la seva comprensió de l'ordre. Alguns racionalistes entenen que les creences justificades estan més enllà del més mínim dubte; d'altres són més conservadors i entenen la justificació de creure més enllà de qualsevol dubte raonable.
Els racionalistes també tenen una comprensió i afirmacions diferents que impliquen la connexió entre la intuïció i la veritat. Alguns racionalistes afirmen que la intuïció és infal·lible i que tot allò que intuïm que és veritat és com a tal. Els racionalistes més contemporanis accepten que la intuïció no sempre és una font de cert coneixement – permetent així la possibilitat d'un enganyador que podria fer que el racionalista intueixi una proposició falsa de la mateixa manera que un tercer podria fer que el racionalista tingués. percepcions d'objecte inexistents.

### Tesi de coneixement innat
| « | "Tenim coneixement d'algunes veritats en una àrea determinada, S, com a part de la nostra naturalesa racional." | » |
| — | |   |

La tesi del coneixement innat és similar a la tesi d'intuïció/deducció pel que fa que ambdues tesis afirmen que coneixement s'obté a priori. Les dues tesis van per camins separats quan descriuen com s'adquireix aquest coneixement. Com el nom i la raó suggereixen, la tesi del coneixement innat afirma que el coneixement és simplement part de la nostra naturalesa racional. Les experiències poden desencadenar un procés que permeti que aquest coneixement entri a la nostra consciència, però les experiències no ens proporcionen el coneixement en si. El coneixement ha estat amb nosaltres des del principi i l'experiència simplement s'ha enfocat, de la mateixa manera que un fotògraf pot enfocar el fons d'una imatge canviant l'obertura de la lent. El fons sempre hi era, però no enfocat.
Aquesta tesi apunta a un problema amb la naturalesa de la investigació postulada originalment per Plató a Meno. Aquí, Plató pregunta sobre la investigació; Com aconseguim el coneixement d'un teorema de geometria? Investiguem sobre la qüestió. No obstant això, el coneixement per indagació sembla impossible. En altres paraules, "Si ja tenim el coneixement, no hi ha lloc per a la investigació. Si ens manca el coneixement, no ho tenim. Sabem el que busquem i no ho podem reconèixer quan el trobem. De qualsevol manera, no podem obtenir coneixements del teorema mitjançant la investigació. No obstant això, sí que coneixem alguns teoremes." la tesi ofereix una solució a aquesta paradoxa. En afirmar que el coneixement ja està amb nosaltres, ja sigui conscientment o inconscientment, un racionalista afirma que no aprenem coses en l'ús tradicional de la paraula, sinó que simplement utilitzar paraules que coneixem.

### Tesi de concepte innat
| « | "Tenim alguns dels conceptes que fem servir en una àrea determinada, S, com a part de la nostra naturalesa racional." | » |
| — | |   |

Similar a la tesi del coneixement innat, la tesi del concepte innat suggereix que alguns conceptes són simplement part de la nostra naturalesa racional. Aquests conceptes són a priori per naturalesa i l'experiència dels sentits és irrellevant per determinar la naturalesa d'aquests conceptes (tot i que, l'experiència dels sentits pot ajudar a portar els conceptes a la nostra conscientment).
Al seu llibre Meditations on First Philosophy, René Descartes postula tres classificacions per a les nostres ideas quan diu: "Entre les meves idees, algunes semblen ser innat, alguns per ser adventius, i altres per haver estat inventats per mi Ho faig ara, o veure el sol, o sentir el foc, prové de coses que es troben fora de mi, o això he jutjat fins ara, els semblants són invents meus."
Les idees adventícies són aquells conceptes que obtenim a través de les experiències sensorials, idees com la sensació de calor, perquè provenen de fonts exteriors; transmetre la seva pròpia semblança en lloc d'una altra cosa i una cosa que simplement no pots desfer. Les idees inventades per nosaltres, com les que trobem a la mitologia, les llegendess i els contes de fades, les creem a partir d'altres idees que posseïm. Finalment, les idees innates, com les nostres idees de perfecció, són aquelles idees que tenim com a resultat de processos mentals que van més enllà del que l'experiència pot proporcionar directament o indirectament.
Gottfried Wilhelm Leibniz defensa la idea dels conceptes innats suggerint que la ment juga un paper en la determinació de la naturalesa dels conceptes, per explicar-ho, compara la ment amb un bloc de marbre en els Nouveaux essais sur l'entendement humain.

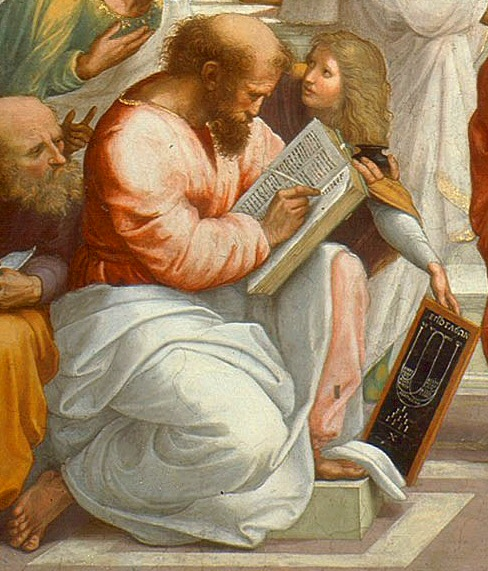
Detall de Pitàgores amb una tauleta de ratios, nombres sagrats als pitagòrics, de L'escola d'Atenes de Rafael. Palau del Vaticà, Ciutat del Vaticà

| « | És per això que he pres com a il·lustració un bloc de marbre veteat, més que un bloc totalment uniforme o tauletes en blanc, és a dir, el que s'anomena tabula rasa en el llenguatge dels filòsofs. Perquè si l'ànima fos com aquelles tauletes en blanc, les veritats estarien en nosaltres de la mateixa manera que la figura d'Hèrcules està en un bloc de marbre, quan el marbre és totalment indiferent si rep aquesta o alguna altra figura. Però si hi hagués unes venes a la pedra que marquessin la figura d'Hèrcules en lloc d'altres figures, aquesta pedra estaria més decidida a això, i Hèrcules hi hauria d'alguna manera innat, tot i que caldria mà d'obra per descobrir el venes, i netejar-les polint i tallant allò que impedeix que apareguin. És d'aquesta manera que les idees i les veritats són innates en nosaltres, com les inclinacions i disposicions naturals, els hàbits o potencialitats naturals, i no com les activitats, encara que aquestes potencialitats sempre van acompanyades d'algunes activitats que els corresponen, encara que sovint són imperceptibles. " | » |
| — | |   |

### La filosofia racionalista a l'antiguitat occidental

#### Pitàgores (570–495 aC)
Pitàgores va ser un dels primers filòsofs occidentals que va subratllar la visió racionalista. Sovint és venerat com un gran matemàtic, místic i científic, però és més conegut pel teorema de Pitàgores, que porta el seu nom, i per descobrir la relació matemàtica entre la longitud de les cordes del llaüt i les altes de les notes. Pitàgores "creia que aquestes harmonies reflectien la naturalesa última de la realitat. Va resumir el racionalisme metafísic implícit en les paraules 'Tot és nombre'. És probable que hagués captat la visió del racionalista, vista més tard per Galileo (1564–1642), d'un món governat arreu per lleis matemàticament formulables". S'ha dit que va ser el primer home que es va anomenar filòsof, o amant de la saviesa.

###### Plató (427–347 aC)

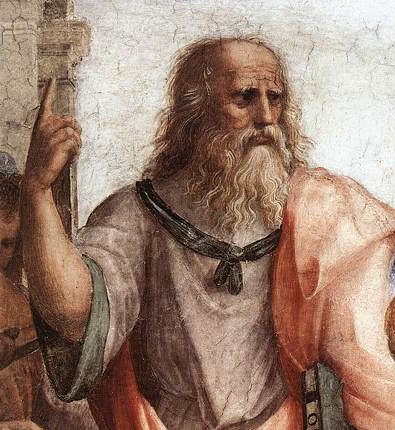
Plató a L'escola d'Atenes, de Raphael

Plató mantenia la percepció racional a un nivell molt alt, com es veu en les seves obres com Meno i La República. Va ensenyar la Teoria de les Formes (o la Teoria de les Idees) Per a Plató, aquestes formes només eren accessibles a la raó i no al sentit. De fet, es diu que Plató admirava la raó, especialment en geometria, tan altament que tenia la frase "Que no entri ningú ignorant de geometria" inscrita a la porta de la seva acadèmia.

#### Aristòtil (384–322 aC)
La principal contribució d'Aristòtil al pensament racionalista va ser l'ús de la lògica sil·logística i el seu ús en l'argumentació. Aristòtil defineix el sil·logisme com "un discurs en què certes coses (específiques) s'han suposat, alguna cosa diferent de les coses suposades resulta de la necessitat perquè aquestes coses són així". Malgrat aquesta definició molt general, Aristòtil es limita a sil·logismes categòrics que consisteixen en tres proposició categòricas a la seva obra Analytica priora. Aquests inclouen sil·logismes categòrics de modal.

### Edat Mitjana

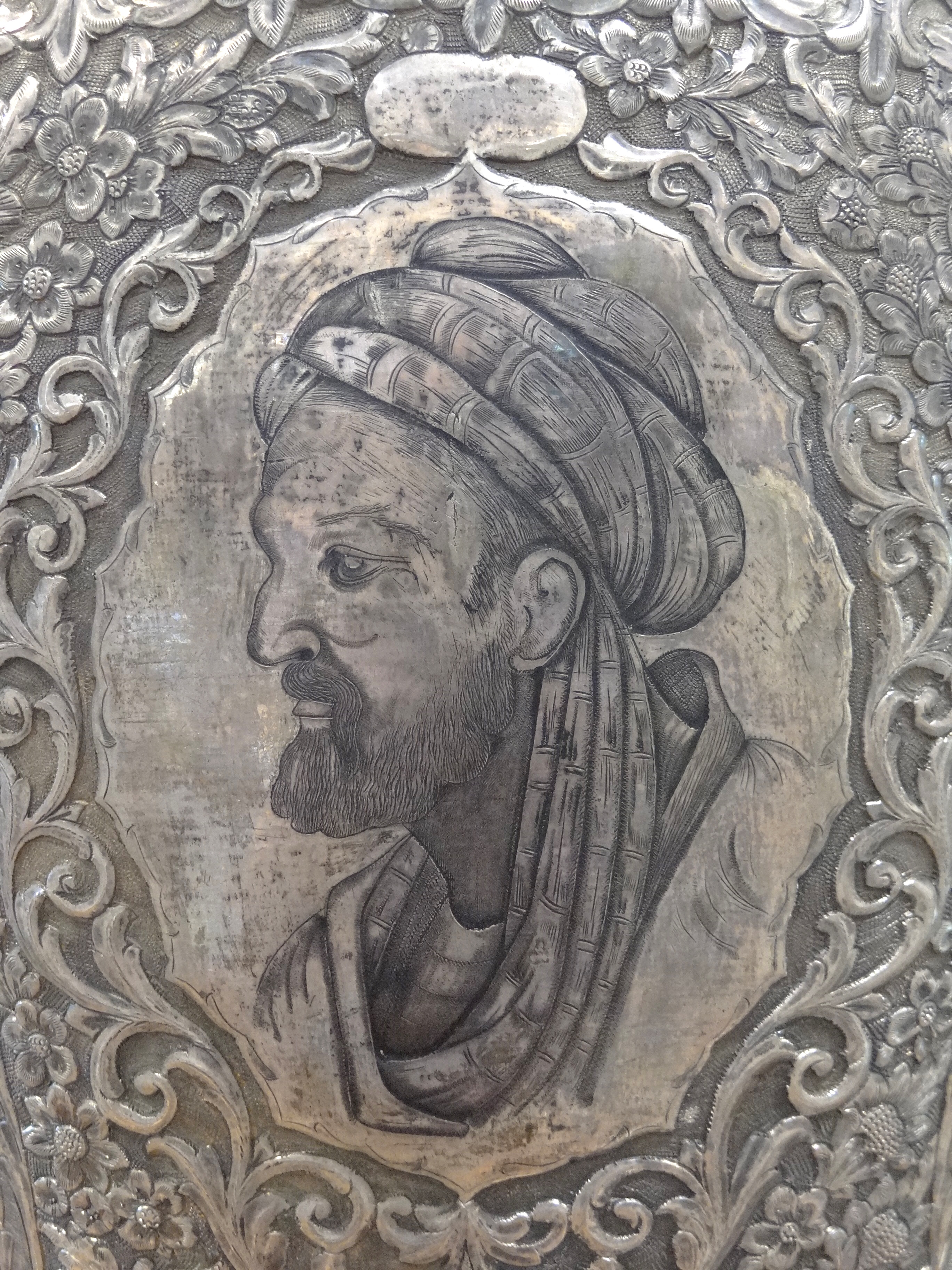
Ibn Sina Portrait on Silver Vase

Tot i que els tres grans filòsofs grecs no estaven d'acord entre ells en punts concrets, tots estaven d'acord que el pensament racional podia treure a la llum un coneixement que era una informació evident – que els humans d'altra manera no podrien conèixer sense l'ús de la raó. Després de la mort d'Aristòtil, el pensament racionalista occidental es va caracteritzar generalment per la seva aplicació a la teologia, com en els treballs d'Agustí, el filòsof islàmic Avicena (Ibn Sina), Averroes (Ibn Rushd), i el filòsof i teòleg jueu Maimònides. La secta waldenses també va incorporar el racionalisme al seu moviment. Un esdeveniment notable a la línia de temps occidental va ser la filosofia de Tomàs d'Aquino que va intentar fusionar el racionalisme grec i la revelació cristiana al segle XIII. En general, l'Església Catòlica Romana considerava els racionalistes com una amenaça, etiquetant-los com aquells que "tot i que admeten la revelació, rebutgen la paraula. de Déu qualsevol cosa, al seu judici privat, és incompatible amb la raó humana."

### Racionalisme clàssic

#### René Descartes (1596–1650)
Descartes va ser el primer dels racionalistes moderns i ha estat batejat com el "pare de la filosofia moderna". La filosofia occidental molt posterior és una resposta als seus escrits, que s'estudien de prop fins avui.
Descartes pensava que només el coneixement de les veritats eternes incloent les veritats de les matemàtiques i els fonaments epistemològics i metafísics de les ciències només es podia assolir amb la raó; altres coneixements, el coneixement de la física, exigien experiència del món, ajudats pel mètode científic. També va argumentar que, tot i que els somniss semblen tan reals com l'experiència sensorial, aquests somnis no poden proporcionar coneixements a les persones. A més, com que l'experiència dels sentits conscient pot ser la causa de les il·lusions, llavors l'experiència dels sentits en si mateixa pot ser dubtosa. Com a resultat, Descartes va deduir que una recerca racional de la veritat hauria de dubtar de qualsevol creença sobre la realitat sensorial. Va elaborar aquestes creences en obres com Discurs del mètode, Meditacions metafísiques i Principis de filosofia. Descartes va desenvolupar un mètode per assolir veritats segons el qual res que no pugui ser reconegut per l'intel·lecte (o la raó) es pugui classificar com a coneixement. Aquestes veritats s'adquireixen "sense cap experiència sensorial", segons Descartes. Les veritats que s'aconsegueixen per la raó es desglossen en elements que la intuïció pot captar, que, mitjançant un procés purament deductiu, donaran com a resultat veritats clares sobre la realitat.
Per tant, Descartes argumentava, com a resultat del seu mètode, que només la raó determinava el coneixement, i que això es podia fer independentment dels sentits. Per exemple, el seu famós dictum, cogito ergo sum o "penso, per tant sóc", és una conclusió a la qual es va arribar a priori, és a dir, prèvia a qualsevol tipus d'experiència al respecte. El significat senzill és que dubtar de la pròpia existència, en si mateix, demostra que existeix un "jo" per fer el pensament. En altres paraules, dubtar del propi dubte és absurd. Aquest era, per a Descartes, un principi irrefutable sobre el qual fonamentar totes les formes d'altres coneixements. Descartes va plantejar un dualisme metafísic, distingint entre les substàncies del cos humà ("res extensa") i la ment o ànima ("res cogitans") . Aquesta distinció crucial quedaria sense resoldre i donaria lloc al que es coneix com el problema ment-cos, ja que les dues substàncies del sistema cartesià són independents l'una de l'altra i irreductibles.

#### Baruch Spinoza (1632–1677)
La filosofia de Baruch Spinoza és una filosofia sistemàtica, lògica i racional desenvolupada a l'Europa del segle XVII. La filosofia de Spinoza és un sistema d'idees construït sobre blocs bàsics amb una consistència interna amb el qual va intentar respondre les principals preguntes de la vida i en el qual proposava que "Déu només existeix filosòficament". Va estar molt influenciat per Descartes, Euclid, i Thomas Hobbes, així com teòlegs de la tradició filosòfica jueva com Maimònides. Però la seva obra va ser, en molts aspectes, una desviació de la tradició judeocristiana. Moltes de les idees de Spinoza continuen molestant els pensadors d'avui i molts dels seus principis, especialment pel que fa a les emocions, tenen implicacions per als enfocaments moderns de la psicologia. Fins avui, molts pensadors importants han trobat el "mètode geomètric" de Spinoza difícil d'entendre. La seva magnum opus, Ethics, conté obscuritats no resoltes i té una estructura matemàtica prohibidora modelada a partir de la geometria d'Euclides. La filosofia de Spinoza va atreure creients com Albert Einstein i molta atenció intel·lectual.

#### Gottfried Leibniz (1646–1716)
Leibniz va ser l'última figura important del racionalisme del segle XVII que va contribuir molt a altres camps com la metafísica, epistemologia, lògica, matemàtiques, física, jurisprudència, i la filosofia de la religió; també es considera un dels últims "genis universals". Ho va fer no desenvolupar el seu sistema, però, independentment d'aquests avenços. Leibniz va rebutjar el dualisme cartesià i va negar l'existència d'un món material. Segons el punt de vista de Leibniz, hi ha una infinitat de substàncies simples, que va anomenar "monades" (que va derivar directament de Proclo).
Leibniz va desenvolupar la seva teoria de les mònades com a resposta tant a Descartes com a Spinoza, perquè el rebuig de les seves visions el va obligar a arribar a la seva pròpia solució. Les mònades són la unitat fonamental de la realitat, segons Leibniz, constituint objectes tant inanimats com animats. Aquestes unitats de realitat representen l'univers, encara que no estan subjectes a les lleis de la causalitat o de l'espai (que ell va anomenar "fenomen ben fundat"). Leibniz, per tant, va introduir el seu principi de l'harmonia preestablerta per explicar la causalitat aparent al món.

#### Immanuel Kant (1724–1804)
Kant és una de les figures centrals de la filosofia moderna, i va establir els termes amb els quals tots els pensadors posteriors han hagut de lluitar. Va argumentar que la percepció humana estructura les lleis naturals i que la raó és la font de la moral. El seu pensament continua tenint una gran influència en el pensament contemporani, especialment en camps com la metafísica, l'epistemologia, l'ètica, la filosofia política i l'estètica.
Kant va anomenar la seva marca d'epistemologia "Idealisme transcendental", i va exposar per primera vegada aquestes opinions a la seva famosa obra La crítica de la raó pura. En ell argumentava que hi havia problemes fonamentals tant amb el dogma racionalista com amb l'empirista. Als racionalistes va argumentar, a grans trets, que la raó pura és defectuosa quan va més enllà dels seus límits i pretén conèixer aquelles coses que necessàriament estan més enllà de l'àmbit de tota experiència possible: l'existència de Déu, el lliure albir i el immortalitat de l'ànima humana. Kant es va referir a aquests objectes com "La cosa en si mateixa" i continua argumentant que el seu estatus com a objectes més enllà de tota experiència possible per definició significa que no els podem conèixer. Per a l'empirista, va argumentar que si bé és correcte que l'experiència és fonamentalment necessària per al coneixement humà, la raó és necessària per processar aquesta experiència en un pensament coherent. Per tant, conclou que tant la raó com l'experiència són necessàries per al coneixement humà. De la mateixa manera, Kant també argumentava que era incorrecte considerar el pensament com una mera anàlisi. "En els punts de vista de Kant, els conceptes a priori existeixen, però si han de conduir a l'amplificació del coneixement, s'han de posar en relació amb les dades empíriques".

### Racionalisme contemporani
El racionalisme s'ha convertit avui en una etiqueta més rara dels filòsofs; més aviat s'identifiquen molts tipus diferents de racionalismes especialitzats. Per exemple, Robert Brandom s'ha apropiat dels termes "expresivisme racionalista" i "pragmatisme racionalista" com a etiquetes per a aspectes del seu programa a Articulating Reasons, i ha identificat el "racionalisme lingüístic", l'afirmació que els continguts de les proposicions "són essencialment el que pot servir tant de premisses com de conclusions de les inferències", com a tesi clau de Wilfred Sellars.
Fora de la filosofia acadèmica, alguns participants de les comunitats d'Internet que envolten Less Wrong i Slate Star Codex s'han descrit com a "racionalistes". El terme també ha estat utilitzat d'aquesta manera per crítics com Timnit Gebru.

## Crítica
El racionalisme va ser criticat pel psicòleg nord-americà William James per estar fora de contacte amb la realitat. James també va criticar el racionalisme per representar l'univers com un sistema tancat, cosa que contrasta amb la seva visió que l'univers és un sistema obert.
Els defensors de la teoria de l'elecció emocional critiquen el racionalisme basant-se en nous descobriments de la investigació de les emocions en psicologia i neurociència. Assenyalen que el paradigma racionalista es basa generalment en el supòsit que la presa de decisions és un procés conscient i reflexiu basat en pensaments i creences. Presumeix que la gent decideix sobre la base del càlcul i la deliberació. Tanmateix, la investigació acumulada en neurociència suggereix que només una petita part de les activitats del cervell operen a nivell de reflexió conscient. La gran majoria de les seves activitats consisteixen en valoracions i emocions inconscients. La importància de les emocions en la presa de decisions ha estat generalment ignorada pel racionalisme, segons aquests crítics. A més, els teòrics de l'elecció emocional sostenen que el paradigma racionalista té dificultats per incorporar les emocions als seus models, perquè no pot explicar la naturalesa social de les emocions. Tot i que les emocions les senten els individus, psicòlegs i sociòlegs han demostrat que les emocions no es poden aïllar de l'entorn social en què sorgeixen. Les emocions estan inextricablement entrellaçades amb les normes i identitats socials de les persones, que normalment estan fora de l'abast dels relats racionalistes estàndard. La teoria de l'elecció emocional pretén captar no només el caràcter social sinó també el caràcter fisiològic i dinàmic de les emocions. Representa un model d'acció unitària per organitzar, explicar i predir les maneres en què les emocions configuren la presa de decisions.

###### Primària
- Descartes, René (1637), Discurs del mètode.
- Spinoza, Baruch (1677), Ètica demostrada segons l'ordre geomètric.
- Leibniz, Gottfried (1714), Monadologia.
- Kant, Immanuel (1781/1787), Crítica de la raó pura.

###### Secundaria
- Ramon Alcoberro i Pericay, El racionalisme cartesià, Volum 93 de Vull saber, Barcelona, UOC, 2008, 111 pàgines,ISBN 9788497887540
- Andreu Marquès i Martí, Coneixement i decisió: els fonaments del racionalisme crític Volum 50 de Abadía de Montserrat: Scripta et documenta, Barcelona, Ed. de l'Abadia de Montserrat, 1996, 218 pàgines, ISBN 9788478266968
- Gonçal Mayos, «Segle XVII. Racionalisme...» Arxivat 2009-12-12 a Wayback Machine., sèrie d'enllaços cap a articles sobre el racionalisme, el concepte de raó i uns racionalistes destacats.
- Audi, Robert (ed., 1999), The Cambridge Dictionary of Philosophy, Cambridge University Press, Cambridge, 1995. 2nd edition, 1999.
- Baird, Forrest E. From Plato to Derrida.  Upper Saddle River, NJ: Pearson Prentice Hall, 2008. ISBN 978-0131585911.
- Blackburn, Simon (1996), The Oxford Dictionary of Philosophy, Oxford University Press, Oxford, 1994. Paperback edition with new Chronology, 1996.
- Bourke, Vernon J. (1962), "Rationalism," p.263 in Runes (1962).
- Douglas, Alexander X.: Spinoza and Dutch Cartesianism: Philosophy and Theology. (Oxford: Oxford University Press, 2015)
- Fischer, Louis. The Life of Mahatma Gandhi.  HarperCollins, 1997, p. 306–307. ISBN 0006388876.
- Förster, Eckart; Melamed, Yitzhak Y. (eds.): Spinoza and German Idealism. (Cambridge: Cambridge University Press, 2012)
- Fraenkel, Carlos; Perinetti, Dario; Smith, Justin E. H. (eds.): The Rationalists: Between Tradition and Innovation. (Dordrecht: Springer, 2011)
- Hampshire, Stuart: Spinoza and Spinozism. (Oxford: Clarendon Press; New York: Oxford University Press, 2005)
- Huenemann, Charles; Gennaro, Rocco J. (eds.): New Essays on the Rationalists. (New York: Oxford University Press, 1999)
- Lacey, A.R. (1996), A Dictionary of Philosophy, 1st edition, Routledge and Kegan Paul, 1976. 2nd edition, 1986. 3rd edition, Routledge, London, 1996.
- Loeb, Louis E.: From Descartes to Hume: Continental Metaphysics and the Development of Modern Philosophy. (Ithaca, New York: Cornell University Press, 1981)
- Nyden-Bullock, Tammy: Spinoza's Radical Cartesian Mind. (Continuum, 2007)
- Pereboom, Derk (ed.): The Rationalists: Critical Essays on Descartes, Spinoza, and Leibniz. (Lanham, MD: Rowman & Littlefield, 1999)
- Phemister, Pauline: The Rationalists: Descartes, Spinoza and Leibniz. (Malden, MA: Polity Press, 2006)
- Runes, Dagobert D. (ed., 1962), Dictionary of Philosophy, Littlefield, Adams, and Company, Totowa, NJ.
- Strazzoni, Andrea: Dutch Cartesianism and the Birth of Philosophy of Science: A Reappraisal of the Function of Philosophy from Regius to 's Gravesande, 1640–1750. (Berlin: De Gruyter, 2018)
- Verbeek, Theo: Descartes and the Dutch: Early Reactions to Cartesian Philosophy, 1637–1650. (Carbondale: Southern Illinois University Press, 1992)